# Acadiens à l'Île-du-Prince-Édouard

L'île Saint-Jean (île du Prince-Édouard) en 1758.
Les communautés acadiennes de l'Île-du-Prince-Édouard.

Les Acadiens forment une minorité dans la province canadienne de l'Île-du-Prince-Édouard. Ils sont surtout présents dans la Région Évangéline et dans la région de Tignish.